# Johannes Mehring
Johannes Mehring (4. července 1815, Kleinniedesheim – 24. listopadu 1878, Frankenthal) byl německý vynálezce, spisovatel a zakladatel německého moderního včelařství.

## Životopis

### Mládí
Narodil se v nepříliš zámožné zemědělské německé rodině. Studoval učitelství, které ale dokončil bez diplomu, proto ho rodiče nechali vyučit tesařem u mistra ve Wormsu. Když se Johann vyučil, vydal se na několikaroční cestu jako tovaryš. Nakonec se vrátil do Kleinniedesheimu a roku 1845 se oženil s dcerou učitele Barborou Wehovou. Roku 1845 postavil svůj první včelín.

### Začátky včelařské kariéry
V polovině 19. století se v Německu začala hodně rozšiřovat mobilní včelí konstrukce. Díky pohyblivosti voštiny mohla hodně stoupnout sklizeň medu, avšak ne vždy byly voštiny k dispozici, a tak přemýšleli včelaři jako August von Berlepsch o vytvoření umělé voštiny. Jelikož nebyl žádný praktický postup k vypracování umělé voštiny, navrhl redaktor časopisu Eichstädter Bienenzeitung Andrej Schmid, že postačí zhotovit buňky do poloviční velikosti.
Pro Mehringa, který se roku 1857 stal spolupracovníkem tohoto časopisu, to znamenalo povzbuzení. Dokonce poznal, že postačí zhotovit jen poloviční zeď. K tomu byl včelí vosk odléván do formy z tvrdého dřeva, do které Mehring vlastnoručně zhotovil vzor ze včelího úlu (9 buněk na 5 centimetrů). Jeho první prostřední zdi byly zhotoveny pro Berlepschovy rámky. Tento objev však již mnohem dříve vypracoval český včelař a lesník Jan Wunder.
Roku 1858 představil Mehring v cechu potulných tovaryšů své první umělé voštiny, které se staly významným prvkem racionálního včelařství. Jako vážený vynálezce a výrobce medu sepsal roku 1869 i svou první knihu Nový systém bytosti jako podklad chovu včel aneb Jak racionální včelař toho nejvyššího výnosu svých včel získá. Podle Mehringa se prostřednictvím starého názoru na systém tří včelích bytostí (královna, trubec, dělnice) nedají vysvětlit všechny děje, případy a události ve včelí společnosti. Podle jeho názoru se tvoří včelí skupinky a také jednotlivé včely staví ve včelích pláství hluboká do sebe narážející společná tělesa.
Za zveřejnění svých byl kritizován zástupci staré školy. Z již zmíněného časopisu Eichstädter Bienenzeitung, do kterého vložil hodně svého času, po ostré kritice odešel.
Se svým systémem včelích bytostí vypracoval Mehring první definici tzv. superorganismu a základy racionálního včelařství. Německý včelař Ferdinand Gerstung tento Mehringův systém organického pojetí včely dále rozšiřoval.

### Smrt
Johannes Mehring zemřel ve Frankenthalu, kde je dodnes po něm pojmenována ulice. Také v jeho rodišti je Johannes-Mehring-Straße.

## Dílo
- Nový systém bytosti jako podklad k chovu včel aneb jak racionální včelař toho nejvyššího výnosu svých včel získá. (Das neue Einwesensystem als Grundlage zur Bienenzucht oder Wie der rationelle Imker den höchsten Ertrag von seinen Bienen erzielt. Auf Selbsterfahrungen gegründet. Frankenthal, Albeck 1869. 344 S.) V tomto díle jsou obsaženy i Mehringovy vlastní zkušenosti.
- Nový systém bytosti jako podklad k chovu včel. (Das neue Einwesen-System als Grundlage zur Bienenzucht. Auf Selbsterfahrungen gegründet. Waetzel, Freiburg i. B. 1901. 68 S.) Nové vydání díla připravené Ferdinandem Gerstungem.